# Жужоли
Жужоли (пол. Żużoły, нім. Wiesensee) — село в Польщі, у гміні Яновець-Велькопольський Жнінського повіту Куявсько-Поморського воєводства.
Населення — 57 осіб (2011).
У 1975-1998 роках село належало до Бидгощського воєводства.

## Демографія
Демографічна структура станом на 31 березня 2011 року:
|          | Загалом | Допрацездатний вік | Працездатний вік | Постпрацездатний вік |
| -------- | ------- | ------------------ | ---------------- | -------------------- |
| Чоловіки | 33      | 10                 | 22               | 1                    |
| Жінки    | 24      | 5                  | 14               | 5                    |
| Разом    | 57      | 15                 | 36               | 6                    |